# Zapasy na Letnich Igrzyskach Olimpijskich 1972 – kategoria do 57 kg w stylu wolnym
Zmagania mężczyzn do 57 kg to jedna z dziesięciu męskich konkurencji w zapasach w stylu wolnym rozgrywanych podczas Letnich Igrzysk Olimpijskich 1972. Pojedynki w tej kategorii wagowej odbyły się w dniach 27 – 31 sierpnia.

## Zasady[1]
Punktacja opierała się na systemie "złych punktów karnych". Zwycięzca otrzymywał zero punktów za wygraną przez "tusz" (łopatki) lub dyskwalifikację; pół punktu za przewagę techniczną, a jeden za zwycięstwo na punkty. Dwa punkty przyznawano za remis, a dwa i pół za remis i pasywność. Za porażkę na punkty zawodnik otrzymywał trzy punkty. Przegrana przez przewagę techniczną skutkowała 3,5 punktami karnymi, a za łopatki lub dyskwalifikację przyznawano 4 punkty karne. Uzyskanie sześciu lub więcej punktów eliminowało zapaśnika z turnieju. Najlepsza trójka walczyła w rundzie finałowej.

## Klasyfikacja[2]
| Pozycja | Nazwisko               | Kraj              |
| ------- | ---------------------- | ----------------- |
| 1       | Hideaki Yanagida       | Japonia           |
| 2       | Rick Sanders           | Stany Zjednoczone |
| 3       | László Klinga          | Węgry             |
| 4       | Prem Nath              | Indie             |
| 5       | Iwan Szawow            | Bułgaria          |
| 6       | Horst Mayer            | NRD               |
| 7       | Ramezan Cheder         | Iran              |
| 8       | Jorge Ramos            | Kuba              |
| 9       | Megdijn Chojlogdordż   | Mongolia          |
| 10      | Zbigniew Żedzicki      | Polska            |
| 11      | Eduardo Maggiolo       | Argentyna         |
| 11      | Risto Darlev           | Jugosławia        |
| 13      | Iwan Kuleszow          | ZSRR              |
| 14      | Ghulam Sideer          | Afganistan        |
| 14      | Nicolae Dumitru        | Rumunia           |
| 16      | An Jae-won             | Korea Południowa  |
| 17      | Amrik Singh Gill       | Wielka Brytania   |
| 17      | Jeorjos Chadziioanidis | Grecja            |
| 19      | Moisés López           | Meksyk            |
| 20      | Luis Fuentes           | Gwatemala         |
| 20      | Allah Ditta            | Pakistan          |
| 22      | Egon Beiler            | Kanada            |
| 22      | Kazım Yıldırım         | Turcja            |
| 24      | Ernst Hack             | Austria           |
| 25      | Juan Velarde           | Peru              |
| 26      | Raymond Barry          | Australia         |
| 26      | Arturo Tanaquin        | Filipiny          |
| 26      | Hsu Chin-hsiung        | Tajwan            |

## Wyniki

### Pierwsza runda[3]
| Zwycięzca         | Punkty karne | Wynik     | Przegrany              | Punkty karne |
| ----------------- | ------------ | --------- | ---------------------- | ------------ |
| Ramezan Cheder    | 1            | Na punkty | Horst Mayer            | 3            |
| Amrik Singh Gill  | 0,5          | Przewaga  | Juan Velarde           | 3,5          |
| Moisés López      | 1            | Na punkty | Egon Beiler            | 3            |
| Iwan Kuleszow     | 1            | Na punkty | Megdijn Chojlogdordż   | 3            |
| László Klinga     | 0            | Łopatki   | Arturo Tanaquin        | 4            |
| Iwan Szawow       | 1            | Na punkty | Kazım Yıldırım         | 3            |
| Zbigniew Żedzicki | 1            | Na punkty | An Jae-won             | 3            |
| Hideaki Yanagida  | 0,5          | Przewaga  | Ernst Hack             | 3,5          |
| Rick Sanders      | 0            | Łopatki   | Jeorjos Chadziioanidis | 4            |
| Nicolae Dumitru   | 0            | Łopatki   | Hsu Chin-hsiung        | 4            |
| Eduardo Maggiolo  | 1            | Na punkty | Luis Fuentes           | 3            |
| Prem Nath         | 0            | Łopatki   | Raymond Barry          | 4            |
| Jorge Ramos       | 1            | Na punkty | Allah Ditta            | 3            |
| Ghulam Sideer     | 0            | Łopatki   | Risto Darlev           | 4            |

### Druga runda[4]
| Zwycięzca              | Punkty karne | Wynik     | Przegrany         | Punkty karne |
| ---------------------- | ------------ | --------- | ----------------- | ------------ |
| Horst Mayer            | 4            | Na punkty | Amrik Singh Gill  | 3,5          |
| Ramezan Cheder         | 1            | Łopatki   | Juan Velarde      | 7,5          |
| Megdijn Chojlogdordż   | 3            | Łopatki   | Moisés López      | 5            |
| Iwan Kuleszow          | 1,5          | Przewaga  | Egon Beiler       | 6,5          |
| László Klinga          | 0,5          | Przewaga  | Kazım Yıldırım    | 6,5          |
| Iwan Szawow            | 1            | Łopatki   | Arturo Tanaquin   | 8            |
| Hideaki Yanagida       | 1            | Przewaga  | Zbigniew Żedzicki | 4,5          |
| An Jae-won             | 3,5          | Przewaga  | Ernst Hack        | 7            |
| Jeorjos Chadziioanidis | 4            | Łopatki   | Hsu Chin-hsiung   | 8            |
| Rick Sanders           | 0            | Łopatki   | Nicolae Dumitru   | 4            |
| Eduardo Maggiolo       | 1            | Łopatki   | Raymond Barry     | 8            |
| Prem Nath              | 1            | Na punkty | Luis Fuentes      | 6            |
| Jorge Ramos            | 2            | Na punkty | Ghulam Sideer     | 3            |
| Risto Darlev           | 5            | Na punkty | Allah Ditta       | 6            |

### Trzecia runda[5]
| Zwycięzca            | Punkty karne | Wynik     | Przegrany              | Punkty karne |
| -------------------- | ------------ | --------- | ---------------------- | ------------ |
| Horst Mayer          | 3,5          | Łopatki   | Moisés López           | 9            |
| Ramezan Cheder       | 1            | Łopatki   | Amrik Singh Gill       | 7,5          |
| Megdijn Chojlogdordż | 5            | Remis     | László Klinga          | 2,5          |
| Iwan Szawow          | 1            | Łopatki   | Iwan Kuleszow          | 5,5          |
| Zbigniew Żedzicki    | 4,5          | Łopatki   | Jeorjos Chadziioanidis | 8            |
| Hideaki Yanagida     | 1            | Łopatki   | An Jae-won             | 7,5          |
| Rick Sanders         | 0            | Łopatki   | Eduardo Maggiolo       | 5            |
| Jorge Ramos          | 3            | Na punkty | Nicolae Dumitru        | 7            |
| Prem Nath            | 1            | Łopatki   | Ghulam Sideer          | 7            |
| Risto Darlev         | 5            | Bez walki |                        |              |

### Czwarta runda[6]
| Zwycięzca        | Punkty karne | Wynik     | Przegrany            | Punkty karne |
| ---------------- | ------------ | --------- | -------------------- | ------------ |
| Horst Mayer      | 3,5          | Przewaga  | Risto Darlev         | 9            |
| Ramezan Cheder   | 2            | Na punkty | Megdijn Chojlogdordż | 8            |
| László Klinga    | 2,5          | Łopatki   | Iwan Kuleszow        | 9,5          |
| Iwan Szawow      | 1            | Łopatki   | Zbigniew Żedzicki    | 8,5          |
| Hideaki Yanagida | 2            | Na punkty | Rick Sanders         | 3            |
| Prem Nath        | 1            | Łopatki   | Eduardo Maggiolo     | 9            |
| Jorge Ramos      | 3            | Bez walki |                      |              |

### Piąta runda[7]
| Zwycięzca        | Punkty karne | Wynik     | Przegrany      | Punkty karne |
| ---------------- | ------------ | --------- | -------------- | ------------ |
| Horst Mayer      | 4,5          | Na punkty | Jorge Ramos    | 6            |
| László Klinga    | 3,5          | Na punkty | Ramezan Cheder | 5            |
| Hideaki Yanagida | 3            | Na punkty | Iwan Szawow    | 4            |
| Rick Sanders     | 3            | Łopatki   | Prem Nath      | 5            |

### Szósta runda[8]
| Zwycięzca        | Punkty karne | Wynik     | Przegrany      | Punkty karne |
| ---------------- | ------------ | --------- | -------------- | ------------ |
| László Klinga    | 4,5          | Na punkty | Horst Mayer    | 7,5          |
| Hideaki Yanagida | 4            | Na punkty | Ramezan Cheder | 8            |
| Rick Sanders     | 4            | Na punkty | Iwan Szawow    | 7            |
| Prem Nath        | 5            | Bez walki |                |              |

### Runda finałowa[9]
| Zwycięzca        | Punkty karne | Wynik     | Przegrany                                 | Punkty karne |
| ---------------- | ------------ | --------- | ----------------------------------------- | ------------ |
| Hideaki Yanagida | 4            | Łopatki   | Prem Nath                                 | 9            |
| Rick Sanders     | 4            | Łopatki   | László Klinga                             | 9,5          |
| Hideaki Yanagida | 5            | Na punkty | Rick Sanders (zaliczony wynik z IV rundy) | 7            |